# Únětický potok (přítok Podhrázského potoka)
Únětický potok je menší vodní tok ve Švihovské vrchovině, levostranný přítok Podhrázského potoka v okrese Plzeň-jih v Plzeňském kraji. Délka toku měří 4 km, plocha povodí činí 7,56 km².

## Průběh toku
Potok pramení u silnice II/178 v nadmořské výšce 527 metrů v lokalitě Hadovka severozápadně od Únětic, kde napájí menší rybník, a teče východním směrem. Potok teče místy, kde se nacházela ves Blažtice, a podtéká silnici I/20. V lokalitě Podhájí jižně od Zdemyslic se Únětický potok zleva vlévá do Podhrázského potoka v nadmořské výšce 385 metrů.